# Actinotaenium clevei
Actinotaenium clevei  là một loài Song tinh tảo trong họ Desmidiaceae, thuộc chi Actinotaenium.